# Miljoenenjacht (Nederland)

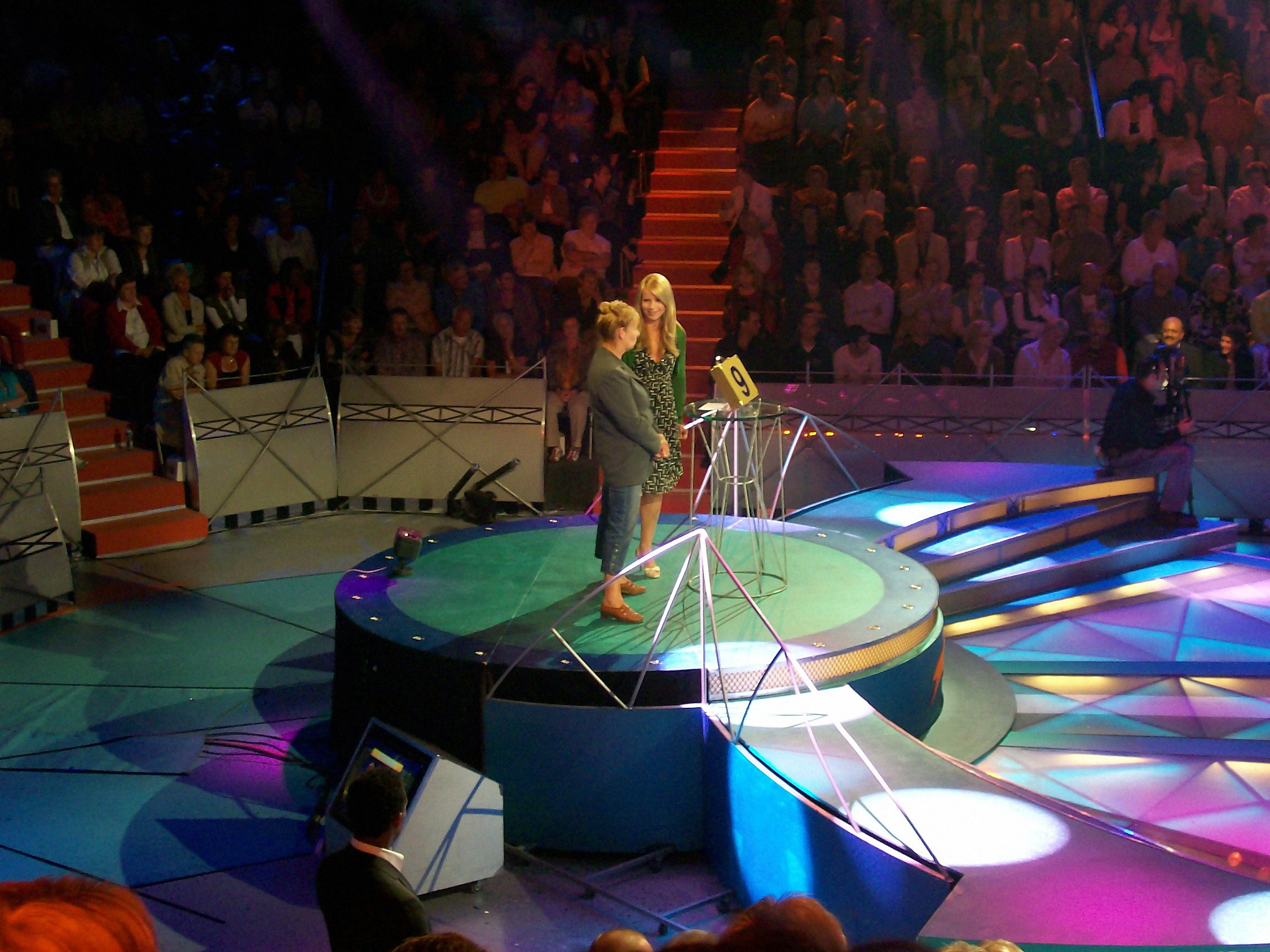
Opnames van Miljoenenjacht met Linda de Mol in 2007

Miljoenenjacht is een Nederlands spelprogramma van de Nationale Postcode Loterij dat uitgezonden wordt door SBS6 en wordt gepresenteerd door Linda de Mol. Daarvoor was het programma onder andere lange tijd op RTL 4 te zien. In het spelprogramma kunnen deelnemers verschillende prijzen winnen, in het finalespel is maximaal vijf miljoen euro te winnen. Elk jaar worden twee seizoenen van vijf of zes afleveringen uitgezonden, een in het voorjaar en een in het najaar. 

## Opzet
In Miljoenenjacht maken vijfhonderd kandidaten uit tien postcodes met elk vijftig kandidaten kans om een bedrag van € 5.000.000 te winnen (tot 2002 maakten duizend kandidaten kans). Hiervoor moeten zij vragen beantwoorden, waarbij tijdens enkele voorrondes grote aantallen kandidaten afvallen. De uiteindelijke finalist kan bij het koffertjesspel een geldbedrag van maximaal € 5.000.000 winnen, net als de thuiswinnaar die door Winston Gerschtanowitz wordt bezocht.

### Coronapandemie
In 2020 werd het voorjaarsseizoen niet uitgezonden vanwege de coronapandemie die dat jaar uitbrak. Hierdoor konden er geen opnames worden gemaakt voor het programma. Als alternatief hiervoor organiseerde de Postcode Loterij Miljoenenjacht Online, waarbij deelnemers van de Postcode Loterij online een koffernummer konden kiezen en daarmee prijzen konden winnen tot € 100.000. Tijdens het najaarsseizoen van dat jaar en de beide seizoenen van 2021 werd het uitgezonden met slechts 50 kandidaten in de studio in plaats van de gebruikelijke 500, zodat iedereen voldoende afstand kon houden. Ook waren er slechts acht "koffergirls" in plaats van de gebruikelijke 26. Zij maakten samen alle koffers open tijdens de finale. Tevens was de tweede ronde (de quizronde) aangepast. Waar de kandidaten normaal gesproken van de ene desk naar de andere lopen na het goed of fout beantwoorden van een vraag, bleven ze de hele ronde achter dezelfde desk staan en veranderden alleen de nummers op de desks na het goed of fout beantwoorden van een vraag. De desks werden hiervoor tijdelijk van schermen voorzien. Op deze manier hoefden de kandidaten niet te bewegen en konden ze op voldoende afstand blijven staan.
Gerschtanowitz mocht tijdens het voorjaarsseizoen van 2021 vanwege de coronapandemie niet bij de thuiswinnaars op bezoek gaan. Hij keek via een beeldscherm toe en sprak de thuiswinnaars op afstand toe. Tijdens het najaarsseizoen van dat jaar kon hij wel weer op bezoek bij de thuiswinnaars.
In 2022 werd net als in 2020 geen voorjaarsseizoen uitgezonden, omdat Linda de Mol naar aanleiding van seksueel grensoverschrijdend gedrag van haar ex-partner Jeroen Rietbergen bij The voice of Holland haar werk tijdelijk neerlegde. De Mol besloot desondanks om in het najaar het programma toch te presenteren, zodat het najaarsseizoen wel uitgezonden kon worden. Dit najaarsseizoen had zeven afleveringen.

## Het spel (eerste opzet, 2000-2001)
Iedereen in de studio maakt kans om het finalespel te spelen waarmee, als het meezit, tien miljoen gulden kan worden gewonnen. Het spel bestaat uit zeven voorrondes, de halve finale en de finale. Vanaf de vierde ronde wordt er na elke ronde voor de halve finale een tussenronde gespeeld (ook bekend als de uitstapronde). Ook is er een 'kansgenerator' die iemand uitkiest die een prijs krijgt.

### Eerste ronde
De zaal is in twee groepen verdeeld, de rode en de blauwe tribune. Alle gasten moeten vier (later drie) meerkeuzevragen beantwoorden door een A, B, of C in te drukken op hun stemkastje. Iedere goed beantwoorde vraag levert punten op. Na elke vraag wordt gekeken welke tribune de meeste punten heeft verdiend; de kandidaten op de tribune die na vier vragen de meeste punten heeft behaald, maken kans op de finaleplaats.

### Tweede ronde
De groep die gewonnen heeft, wordt verdeeld in vijf vakken bestaande uit honderd personen. Deze vijf vakken moeten weer vier (later drie) meerkeuzevragen beantwoorden. De spelregels werken hierbij net als in de eerste ronde. Uiteindelijk, na vier vragen, vallen er vier vakken af. De kandidaten in het winnende vak maken nog kans op de finaleplaats.

### Derde ronde
In deze ronde wordt het winnende vak uit ronde twee opgedeeld in vijf groepen, blokken A t/m E, elk met twintig kandidaten. Net als in de eerste twee ronden, worden ook nu vier (later drie) meerkeuzevragen beantwoord. De groep met de meeste goed beantwoorde vragen zal meedoen aan de volgende ronde.

### Vierde ronde
De vierde ronde staat ook bekend als de duelronde. In de duelronde worden tien meerkeuzevragen gespeeld, bij elke vraag nemen twee kandidaten het tegen elkaar op. De kandidaat met het snelste juiste antwoord gaat door naar de volgende ronde – maar is het antwoord van de snelste kandidaat niet goed, dan neemt deze kandidaat niet meer actief deel aan het spel en gaat de tegenspeler door. Als er na een tijdje geen antwoord wordt gegeven door beide kandidaten, verdwijnt er een fout antwoord uit de mogelijkheden. Er worden uiteindelijk tien kandidaten gekozen.

### Tussenronde 1
De tien overgebleven kandidaten staan rond een tafel met tien knoppen en een bolle lamp in het midden van de tafel. De lamp is dan rood. Als de lamp groen wordt, kan de kandidaat die uit het spel wil stappen op de knop drukken. Degene die het snelst drukt, ligt dan uit het spel. Diegene krijgt echter wel een prijs. Iemand uit het publiek gaat dan de plaats van degene die heeft gedrukt overnemen. Deze persoon wordt gekozen met de kansgenerator. Als er niemand drukt, gaat de prijs naar iemand uit het publiek.

### Vijfde ronde
In deze ronde moeten de tien kandidaten vijf keer een benaderingsvraag beantwoorden. Ze krijgen tien seconden om de vraag te beantwoorden. Daarna worden de antwoorden van de kandidaten getoond. Vervolgens wordt het juiste antwoord onthuld. Degene die er het dichtst bij zit, gaat door naar de volgende ronde en neemt niet meer actief deel aan deze ronde. Er worden in totaal vijf kandidaten gekozen.

### Tussenronde 2
De vijf overgebleven kandidaten worden opnieuw voor een dilemma gezet: voor de prijs gaan of juist niet?

### Zesde ronde
In deze ronde moeten de vijf kandidaten zes fragmenten in chronologische volgorde plaatsen. De kandidaat krijgt punten (maximaal zes) voor elk fragment dat juist is geplaatst. De kandidaat met de minste punten valt af. Dit gebeurt twee keer (later één keer), zodat er drie kandidaten overblijven.

### Tussenronde 3
De drie overgebleven kandidaten krijgen een nieuwe prijs om te kiezen.

### Zevende ronde
In deze ronde krijgen de drie kandidaten 25 (later 16) foto's te zien. Daarover moeten dan vragen worden beantwoord. Als het antwoord goed is, krijgt de kandidaat twee punten. Bij een fout antwoord krijgen de andere kandidaten er een punt bij. De twee kandidaten die als eerste vijftien punten (later tien) halen, gaan door naar de halve finale.

### Halve finale
De twee kandidaten staan naast elkaar, tegenover een bolle lamp. Als de bol groen geworden is loopt er een geldbedrag op tot een vooraf vastgesteld bedrag. Zolang de teller oploopt, mogen de kandidaten drukken en vrijwillig het spel verlaten, met het bedrag dat op dat moment op de geldteller staat. Wanneer de bol rood wordt indien geen van beide kandidaten bereid is vrijwillig uit het spel te stappen, of zij te laat drukken, is het vooraf vastgestelde bedrag bereikt. Een simpele rekensom beslist dan wie doorgaat. Indien de kandidaat die drukt het goede antwoord geeft, is diegene de finalist. Anders is dit de andere kandidaat.

### Finale
De finalist moet in de finale vanaf een stoel op een verhoogd platform zeven vragen beantwoorden. Elke vraag had zeven antwoordmogelijkheden, waarvan er één juist was. Achteraf worden de antwoorden gecontroleerd, iedere winnaar heeft in ieder geval het startbedrag van 1 gulden, maar bij elk juist antwoord komt er een 0 achter de 1 te staan, dus als iemand vier vragen goed heeft, is de prijs 10.000 gulden. Het hoogst behaalde bedrag bij deze editie was 1.000.000 gulden. (Wel is er een keer 10.000.000 gulden gewonnen bij een speciale editie van Miljoenenjacht, maar bij deze uitzending zou de 10 miljoen ook gegarandeerd vallen en werd de finale ook iets anders gespeeld dan normaal.)

## Het spel (tweede opzet, 2002-2010)
Het aantal kandidaten is in deze opzet teruggebracht van duizend naar vijfhonderd. Ook wordt er een compleet ander finalespel gespeeld dan in de eerste opzet. Met de invoering van de euro is de hoofdprijs voortaan € 5.000.000. Het aantal rondes is hier ook teruggebracht van zeven naar vijf rondes.

### Eerste ronde
De regels bij deze opzet is hetzelfde gebleven. Wel wint de winnende tribune ook een prijs.

### Tweede ronde
Ook hier zijn de regels hetzelfde gebleven. Elk vak bestaat hierbij wel uit vijftig personen in plaats van honderd personen per vak.

### Derde ronde
Ook hier zijn er geen wijzigingen aangebracht in de regels. Het aantal blokken is wel verminderd: van vijf blokken van twintig personen naar twee blokken van vijfentwintig personen.

### Vierde ronde
Deze ronde kende verschillende vormen.
- In de eerste versie van ronde vier deed het hele winnende blok uit de derde ronde mee, plus een extra kandidaat die gekozen werd m.b.v. de kansgenerator. Deze kandidaten moesten vragen beantwoorden met eerst twee en vervolgens vier antwoordmogelijkheden. Bij een goed antwoord kregen de kandidaten die goed geantwoord hadden het aantal foute antwoorden – in punten – ervoor terug (dus hebben 10 kandidaten van de 26 een vraag goed geantwoord, dan hadden 16 kandidaten het antwoord fout. De 10 kandidaten met het goede antwoord kregen dus 16 punten). Aanvankelijk vielen er tijdens de vierde ronde zestien kandidaten af na zeven meerkeuzevragen met twee opties. De tien overgebleven kandidaten mochten toen zeven vierkeuzevragen beantwoorden. Na een aantal afleveringen werd deze ronde ingekort. Alle 26 kandidaten mochten zes vragen beantwoorden, zowel twee- als vierkeuzevragen (er viel dus niemand tussendoor af).
- Toen het programma in 2005 naar Talpa/Tien verhuisde, deed niet het hele winnende blok mee aan de vierde ronde. Alleen de vijf beste van het blok mochten meedoen, aangevuld met een zesde kandidaat die gekozen werd m.b.v. de kansgenerator. In deze ronde kregen de kandidaten maximaal tien aanwijzingen die een woord omschreven. Degene die het woord als eerste goed had, mocht een van de andere vijf kandidaten wegstemmen. Vervolgens kregen de kandidaten de mogelijkheid om uit het spel te stappen als ze dachten dat ze waren weggestemd. Als een kandidaat aangaf te willen stoppen, mocht hij ook kiezen uit een van de gekleurde koffertjes. Als niet alle gekleurde koffers zijn gekozen (d.w.z. als er kandidaten niet vrijwillig zijn opgestapt), mocht iemand uit het publiek kiezen uit de overgebleven gekleurde koffertjes.
- Vanaf begin 2007 moesten de overgebleven kandidaten vier inschattingsvragen beantwoorden. Nadat het goede antwoord werd onthuld, kregen de kandidaten de mogelijkheid om uit het spel te stappen als hun antwoorden te ver van het goede antwoord zaten. De gekleurde koffertjes uit de vorige versie van ronde vier bleven behouden.
- Vanaf 2008 konden de kandidaten niet meer zoals voorheen op een knop drukken om uit het spel te stappen. Wanneer een kandidaat het verste van het antwoord op de vraag: 'Hoeveel mensen hebben op ja gedrukt?' af zit, zal hij onmiddellijk afvallen. Zij krijgen dan een bedrag mee naar huis. Bovendien zijn de vragen in deze versie van ronde 4 gebaseerd op gegevens van het publiek. Voor elke vraag kan het publiek antwoorden op een stelling. Vervolgens wordt aan de kandidaten de vraag gesteld hoeveel mensen ja hebben beantwoord.

In alle gevallen blijven uiteindelijk twee finalisten over.

### Vijfde ronde / uitstapronde
De vijfde ronde is de halve finale. Deze kende twee varianten.
- De eerste variant is hetzelfde als de tussenrondes in de eerste opzet van het spel, met als enige verschil dat er twee kandidaten meedoen in plaats van tien. Als er niemand drukt, moet er een vraag beantwoord worden. Degene met het juiste antwoord gaat uiteindelijk door naar de finale.
- De tweede variant is hetzelfde als de halve finale in de eerste opzet van het spel. Er is wel iets toegevoegd; als geen van beide kandidaten drukt, zal het totale geldbedrag naar iemand uit het publiek gaan.

### Finale
Voordat het finalespel begint, wordt er een extra kandidaat uit de studio gehaald om het spel te spelen. Indien niet is gedrukt in de halve finale, doet de andere halvefinalist aan het finalespel mee en wordt niemand uit de studio gehaald. De finalist mag nu een van de 26 koffers kiezen die worden voorgedragen. De overige 25 koffers worden verdeeld over de andere 25 kandidaten (24 uit het winnende vak en 1 uit de studio of 24 uit het winnende vak en de andere halve finalist). In alle koffers zit een verschillend bedrag tussen de € 0,01 en € 5.000.000. De finalist moet nu een voor een koffers uitkiezen, waarna die worden geopend en worden weggespeeld. Dat vindt plaats in ronden. De finalist moet de eerste keer zes koffers wegspelen, daarna vijf, vier etc. Aan de hand van de bedragen die na iedere ronde nog in het spel zijn (die in ongeopende koffers zitten), biedt de bank de finalist een bedrag waarmee hij de koffer van de finalist wil kopen. Hoe hoger de bedragen die nog in het spel zijn, des te hoger is het bedrag dat de bank biedt. De finalist kan na ieder bod van de bank doorgaan met het openmaken van koffers of het bod accepteren. Het spel kan ook uitgespeeld worden, zodat de kandidaat het bedrag in zijn/haar koffer wint. In het geval van het accepteren van het bod, wordt het spel 'uitgespeeld' zodat de kandidaten met de koffers nog een kans hebben om een bedrag te winnen. Zij mochten namelijk voordat ze hun koffers openmaakten, raden welk bedrag er in de koffer zat. Bij een juist antwoord kregen ze dan dat bedrag. Uiteindelijk werd ook onthuld hoeveel er in de koffer van de finalist zat.

#### Waarde van koffertjes
| € 0,01 |
| € 0,20 |
| € 0,50 |
| € 1    |
| € 5    |
| € 10   |
| € 20   |
| € 50   |
| € 100  |
| € 500  |
| € 1000 |
| € 2500 |
| € 5000 |

| € 10.000    |
| € 25.000    |
| € 50.000    |
| € 75.000    |
| € 100.000   |
| € 200.000   |
| € 300.000   |
| € 400.000   |
| € 500.000   |
| € 750.000   |
| € 1.000.000 |
| € 2.500.000 |
| € 5.000.000 |

## Het spel (derde opzet, 2010-heden)
Sinds 14 november 2010 is het programma in een nieuw jasje gegoten omdat de Endemol Studio's zijn verhuisd van Aalsmeer naar het nieuwe gebouw MediArena in Amsterdam-Duivendrecht, met onder andere nieuwe decors, een aangepaste leaderset en een aangepaste opzet. Ook is de 'kansgenerator' verdwenen.

### Eerste ronde
Er worden vijf benaderingsvragen gesteld in de eerste ronde. Alle deelnemers in de zaal krijgen kort de tijd om een antwoord in te toetsen op een apparaatje. Degene die het dichtst bij het goede antwoord zit en dat het snelst invoerde, mag kiezen of hij/zij doorgaat naar de volgende ronde of een van de prijzen neemt die in vijf grote koffers zitten. Kiest hij/zij voor een koffer, dan gaat iemand uit het publiek in zijn/haar plaats door naar de volgende ronde en als hij/zij kiest om door te gaan naar de volgende ronde, dan mag hij/zij wel een koffer uitkiezen, maar die gaat dan naar iemand uit het publiek. Deze persoon wordt in beide gevallen geselecteerd door de notaris.

### Tweede ronde (tot 17 maart 2013)
In de tweede ronde moeten de beste spelers uit de tien vakken het tegen elkaar opnemen in een vraag die inschattingsvermogen vereist. Er wordt aan het publiek een vraag gesteld, die zij beantwoorden met "ja" of "nee". Aan de kandidaten de taak om zo goed mogelijk in te schatten hoeveel mensen van het publiek de vraag met ja hebben beantwoord. De kandidaat die het dichtst bij het goede antwoord zit, gaat door naar ronde 3. De andere kandidaat verliest en krijgt een Postcode Loterij Fiets als troostprijs. Indien een kandidaat exact het juiste antwoord invoert, wint deze een auto. Deze ronde verviel per 17 maart 2013. Dan wordt na de eerste ronde direct de derde ronde gespeeld.

### Derde ronde (per 17 maart 2013 tweede ronde)
In de derde ronde (tweede ronde per 17 maart 2013) worden de kandidaten gerangschikt van beste naar slechtste op basis van de vragen uit ronde 1. De sterkste speler komt bij desk 1 te staan, en de slechtste bij desk 5. Per 17 maart 2013 worden de vijf kandidaten die in de eerste ronde zijn geselecteerd, direct achter de vijf desks geplaatst in de volgorde waarin ze geselecteerd zijn tijdens deze ronde. Linda de Mol stelt voor 90 seconden lang quizvragen. Als een van de vijf kandidaten het antwoord denkt te weten, moet hij/zij op de knop op de desk drukken en antwoord geven. Indien dit antwoord goed is, wisselt diegene van plek met de kandidaat een desk hoger (lager nummer). Is het antwoord fout, dan wordt gewisseld met de kandidaat een desk lager. Staat de kandidaat achter desk 1 en geeft hij/zij een goed antwoord, dan blijft die daar staan. Staat een kandidaat achter de laagste desk en geeft deze een fout antwoord, dan blokkeert zijn/haar antwoordknop voor de volgende vraag. Als de 90 seconden verstreken zijn valt de kandidaat achter de laagste desk af. Deze krijgt dan € 1000,-. Daarna spelen de andere kandidaten nog twee rondes totdat er nog maar twee over zijn, deze gaan door naar ronde 4. De afvaller na de tweede 90 seconden krijgt € 2000,- en de derde afvaller krijgt € 3000,-.

### Halve finale
De twee kandidaten staan tegenover elkaar aan een desk. Zij zien een geldbedrag oplopen tot een vooraf vastgesteld bedrag. Zolang de teller oploopt, mogen de kandidaten drukken en vrijwillig het spel verlaten, met het bedrag dat op dat moment op de geldteller staat. Als geen van beiden drukt voordat het vooraf vastgestelde bedrag wordt bereikt, beslist een simpele rekensom wie doorgaat. Indien de kandidaat die drukt het goede antwoord geeft, is diegene de finalist. Anders is dit de andere kandidaat.

### Finale
De finale kende enkele wijzigingen en wordt nu als volgt gespeeld:
Er is slechts één finalist: de winnaar van het halvefinalespel. De finalist kiest een van de 26 koffers die worden voorgedragen. In alle koffers zit een verschillend bedrag tussen de € 0,01 en € 5.000.000. De finalist moet nu een voor een koffers kiezen, waarna die worden geopend en worden weggespeeld. Dat vindt plaats in ronden. De finalist moet de eerste keer zes koffers wegspelen, daarna vijf, vier etc. Aan de hand van de bedragen die na iedere ronde nog in het spel zijn (die in ongeopende koffers zitten), biedt de bank de finalist een bedrag waarmee hij de koffer van de finalist wil kopen. Hoe hoger de bedragen die nog in het spel zijn, des te hoger is het bedrag dat de bank biedt. De finalist kan na ieder bod van de bank doorgaan met het openmaken van koffers of het bod accepteren. Het spel kan ook uitgespeeld worden, zodat de kandidaat het bedrag in zijn/haar koffer wint. In het geval van het accepteren van het bod, wordt het spel alsnog 'uitgespeeld' om te zien wat er in alle koffers zat. Uiteindelijk wordt ook onthuld hoeveel er in de koffer van de finalist zit.
Ook werd de gouden bel geïntroduceerd.

#### Waarden van de geldkoffers tussen najaar 2012 en najaar 2015
In het najaar van 2012 zijn de waarden van de geldkoffers veranderd. Zo is onder meer € 2.000.000 toegevoegd als nieuw miljoenenbedrag en zijn er aan de rechterkant nog meer wijzigingen gemaakt. De nieuwe waarden zijn als volgt:
| € 0,01 |
| € 0,20 |
| € 0,50 |
| € 1    |
| € 5    |
| € 10   |
| € 20   |
| € 50   |
| € 100  |
| € 500  |
| € 1000 |
| € 2500 |
| € 5000 |

| € 10.000    |
| € 20.000    |
| € 30.000    |
| € 40.000    |
| € 50.000    |
| € 100.000   |
| € 250.000   |
| € 500.000   |
| € 750.000   |
| € 1.000.000 |
| € 2.000.000 |
| € 2.500.000 |
| € 5.000.000 |

In 2016 is de prijzenboom nog een keer vernieuwd:
| € 0,01 |
| € 0,20 |
| € 0,50 |
| € 1    |
| € 5    |
| € 10   |
| € 20   |
| € 50   |
| € 100  |
| € 500  |
| € 1000 |
| € 2500 |
| € 5000 |

| € 10.000    |
| € 25.000    |
| € 50.000    |
| € 100.000   |
| € 200.000   |
| € 300.000   |
| € 400.000   |
| € 500.000   |
| € 750.000   |
| € 1.000.000 |
| € 2.000.000 |
| € 2.500.000 |
| € 5.000.000 |

## Andere winnaars

### Publiekswinnaar
Vanaf de derde opzet van het spel (2010) tot seizoen 30 kreeg iemand uit het publiek de 'Gouden Bel'. Hiermee kon diegene bij de eerste elf koffers die in de finale geopend werden bellen, de publiekswinnaar won dan het bedrag in die koffer met als maximum € 50.000. Vanaf seizoen 30 (voorjaar 2017) was de Gouden Bel niet meer in gebruik, maar het 'Minikoffertje'. Iemand uit het publiek kreeg het koffertje. Als de finalist het getal noemde dat op het koffertje stond, won degene het bedrag dat in het koffertje zat tot een maximum van € 50.000. Mocht er vijf miljoen in de koffer zitten, dan werd het bedrag verdubbeld naar een ton. In seizoen 36 keerde de Gouden Bel weer terug. 
Vanaf seizoen 41 (najaar 2023) is gestopt met de Gouden Bel en mag in plaats daarvan iedere deelnemer raden in welke koffer de vijf miljoen euro zit. Dit gebeurt niet vlak voor de finale, maar na de eerste ronde. Zodra de koffer met de vijf miljoen euro gekozen wordt door de finalist, verdelen de mensen die het juist hadden een ton onder elkaar. De finalekandidaat raadt ook mee (er is immers dan nog niet bekend wie dat is), maar krijgt geen deel van die ton als hij/zij het juist had.

### Thuiswinnaar
Een deelnemer van de Postcode Loterij wordt thuis bezocht door Winston Gerschtanowitz en wint hetzelfde bedrag als de winnaar in de studio. Dat bedrag wordt ook verdeeld over alle andere loten die meespelen onder dezelfde postcode. Winnaars worden van tevoren anoniem door de loterij gebeld.
In een periode t/m seizoen 24 werd de thuiswinnaar bepaald door het "Gouden Kofferspel", een spel waarbij een deelnemer een koffernummer kon uitkiezen op de website van Miljoenenjacht en uit de mensen die hetzelfde koffernummer als de finalist hadden gekozen, werd dan de thuiswinnaar  getrokken.
Van het najaar van 2013 tot circa 2020 konden mensen die meespelen met de Postcode Loterij met een bingokaart het finalespel meespelen. Deze bingokaarten ontvingen zij een week voor aanvang van een seizoen per post en was hetzelfde in een hele postcode. Bij iedere koffer die in het finalespel werd geopend verscheen dan een bingogetal (t/m seizoen 24 was dat gelijk aan het koffernummer). De deelnemers in de postcode waarvan de bingokaart als eerste vol was, wonnen € 50,000,- per lot. Vanaf seizoen 25 werd de enige persoon die als eerste een volle bingokaart had de thuiswinnaar. Bij de eerste bingo, vaak na het openen van acht koffers, ging er in de studio een sirene af.

## Statistieken
- Het laagste bedrag dat ooit is gewonnen was € 10 door een man uit Venlo. Hij bleef tot het einde doorspelen en het bleek dus dat hij maar € 10 in zijn koffertje had.
- Op 2 september 2001 won Arno Woesthoff de hoofdprijs van destijds 10 miljoen gulden (€ 4.537.802). In een eerdere editie van Miljoenenjacht had hij al 1 miljoen gulden (€ 453.780) gewonnen.
- In 2005 won Helma het bedrag van € 1.495.000. Ze had nog € 1000, € 75.000, € 2.500.000 en € 5.000.000 in het spel zitten toen zij de deal maakte. Ze bleek maar € 1000 in haar koffer te hebben.
- Op 1 oktober 2017 won Krijn uit Almere het bedrag van € 1.120.000. Uiteindelijk bleek er € 1.000.000 euro in zijn koffer te zitten.[6]
- Op 30 september 2018 won Pascal uit Meerssen het bedrag van € 1.026.000. Uiteindelijk bleek er 2.000.000 euro in zijn koffer te zitten.[7]

## Seizoenenoverzicht

### Seizoen 20 (voorjaar 2012)
| Aflevering | Datum         | Geldbedrag | Kijkcijfers | Plek | kdh  | madl |
| ---------- | ------------- | ---------- | ----------- | ---- | ---- | ---- |
| 1          | 8 april 2012  | € 175.000  | 1.520.000   | 4    | 9,9  | 22,8 |
| 2          | 15 april 2012 | € 98.000   | 1.724.000   | 4    | 11,3 | 24,3 |
| 3          | 22 april 2012 | € 189.000  | 1.728.000   | 4    | 11,3 | 24,4 |
| 4          | 29 april 2012 | € 58.000   | 1.367.000   | 4    | 8,9  | 22,5 |
| 5          | 6 mei 2012    | € 811.000  | 1.853.000   | 3    | 12,1 | 25,6 |

### Seizoen 21 (najaar 2012)
| Aflevering | Datum            | Geldbedrag | Kijkcijfers | Plek | kdh  | madl |
| ---------- | ---------------- | ---------- | ----------- | ---- | ---- | ---- |
| 1          | 11 november 2012 | € 45.000   | 1.592.000   | 5    | 10,4 | 21,4 |
| 2          | 19 november 2012 | € 136.500  | 1.443.000   |      | 9,4  | 18,3 |
| 3          | 25 november 2012 | € 252.000  | 1.602.000   |      |      |      |
| 4          | 2 december 2012  | € 172.000  | 1.788.000   | 3    |      |      |
| 5          | 9 december 2012  | € 288.000  | 1.797.000   | 3    |      | 17,7 |

### Seizoen 22 (voorjaar 2013)
| Aflevering | Datum         | Geldbedrag | Kijkcijfers | Plek | kdh  | madl |
| ---------- | ------------- | ---------- | ----------- | ---- | ---- | ---- |
| 1          | 17 maart 2013 | € 242.000  | 1.978.000   | 4    | 12,8 | 31,6 |
| 2          | 24 maart 2013 | € 115.000  | 2.084.000   | 2    | 13,5 | 32,7 |
| 3          | 31 maart 2013 | € 329.000  | 2.025.000   | 3    | 13,1 | 30,1 |
| 4          | 7 april 2013  | € 41.000   | 2.082.000   | 3    |      |      |
| 5          | 14 april 2013 | € 127.500  | 2.039.000   | 3    |      |      |

### Seizoen 23 (najaar 2013)
| Aflevering | Datum            | Geldbedrag | Kijkcijfers | Plek | kdh  | madl |
| ---------- | ---------------- | ---------- | ----------- | ---- | ---- | ---- |
| 1          | 6 oktober 2013   | € 257.000  | 1.877.000   | 3    | 12,2 | 25,0 |
| 2          | 13 oktober 2013  | € 117.000  | 2.116.000   | 2    | 13,7 | 26,8 |
| 3          | 20 oktober 2013  | € 37.500   | 1.978.000   | 3    | 12,8 | 25,8 |
| 4          | 27 oktober 2013  | € 211.000  | 2.085.000   | 3    | 13,5 | 25,9 |
| 5          | 3 november 2013  | € 125.000  | 2.023.000   | 3    | 13,1 | 24,7 |
| 6          | 10 november 2013 | € 295.000  | 2.038.000   | 3    | 13,2 | 24,2 |

### Seizoen 24 (voorjaar 2014)
| Aflevering | Datum            | Geldbedrag | Kijkcijfers | Plek | kdh  | madl |
| ---------- | ---------------- | ---------- | ----------- | ---- | ---- | ---- |
| 1          | 9 februari 2014  | € 495.000  | 2.244.000   | 3    | 14,6 | 28,4 |
| 2          | 16 februari 2014 | € 97.000   | 2.142.000   | 6    | 13,8 | 26,8 |
| 3          | 23 februari 2014 | € 185.000  | 2.297.000   | 4    | 14,8 | 28,5 |
| 4          | 2 maart 2014     | € 8.000    | 2.210.000   | 3    | 14,3 | 30,1 |
| 5          | 9 maart 2014     | € 38.500   | 2.299.000   | 3    | 14,9 | 30,9 |

### Seizoen 25 (najaar 2014)
| Aflevering | Datum             | Geldbedrag | Kijkcijfers | Plek | kdh  | madl |
| ---------- | ----------------- | ---------- | ----------- | ---- | ---- | ---- |
| 1          | 28 september 2014 | € 190.000  | 2.051.000   | 6    | 13,3 | 25,7 |
| 2          | 5 oktober 2014    | € 290.000  | 2.377.000   | 4    | 15,4 | 30,5 |
| 3          | 12 oktober 2014   | € 710.000  | 2.369.000   | 5    | 15,3 | 30,4 |
| 4          | 19 oktober 2014   | € 32.000   | 2.409.000   | 3    | 15,6 | 29,7 |
| 5          | 26 oktober 2014   | € 220.000  | 2.174.000   | 4    | 14,1 | 21,7 |

### Seizoen 26 (voorjaar 2015)
| Aflevering | Datum         | Geldbedrag | Kijkcijfers | Plek | kdh  | madl |
| ---------- | ------------- | ---------- | ----------- | ---- | ---- | ---- |
| 1          | 15 maart 2015 | € 139.000  | 1.806.000   | 6    | 11,7 | 21,3 |
| 2          | 22 maart 2015 | € 85.000   | 1.976.000   | 6    | 12,8 | 23,0 |
| 3          | 29 maart 2015 | € 278.000  | 2.534.000   | 1    | 16,3 | 31,9 |
| 4          | 5 april 2015  | € 377.000  | 2.159.000   | 3    | 13,9 | 32,3 |
| 5          | 12 april 2015 | € 173.000  | 2.332.000   | 3    | 15,0 | 31,0 |

### Seizoen 27 (najaar 2015)
| Aflevering | Datum            | Geldbedrag | Kijkcijfers | Plek | kdh  | madl |
| ---------- | ---------------- | ---------- | ----------- | ---- | ---- | ---- |
| 1          | 25 oktober 2015  | € 1.800    | 1.934.000   | 4    | 12,5 | 22,1 |
| 2          | 1 november 2015  | € 81.000   | 2.092.000   | 3    | 13,5 | 28,0 |
| 3          | 8 november 2015  | € 62.000   | 2.383.000   | 3    | 15,4 | 32,8 |
| 4          | 15 november 2015 | € 235.000  | 2.329.000   | 2    | 15,0 | 29,1 |
| 5          | 22 november 2015 | € 167.000  | 2.491.000   | 2    | 16,1 | 32,7 |

### Seizoen 28 (voorjaar 2016)
| Aflevering | Datum         | Geldbedrag | Kijkcijfers | Plek | kdh  | madl |
| ---------- | ------------- | ---------- | ----------- | ---- | ---- | ---- |
| 1          | 13 maart 2016 | € 68.000   | 2.405.000   | 3    | 15,4 | 31,1 |
| 2          | 20 maart 2016 | € 225.000  | 2.568.000   | 3    | 16,5 | 32,7 |
| 3          | 27 maart 2016 | € 433.000  | 2.201.000   | 1    | 13,5 | 31,4 |
| 4          | 3 april 2016  | € 115.000  | 2.292.000   | 3    | 14,7 | 33,5 |
| 5          | 10 april 2016 | € 9.000    | 2.774.000   | 1    | 17,8 | 39,0 |

### Seizoen 29 (najaar 2016)
| Aflevering | Datum           | Geldbedrag | Kijkcijfers | Plek | kdh  | madl |
| ---------- | --------------- | ---------- | ----------- | ---- | ---- | ---- |
| 1          | 2 oktober 2016  | € 166.000  | 1.953.000   | 4    | 12,5 | 24,7 |
| 2          | 9 oktober 2016  | € 150.000  | 1.954.000   | 3    | 12,5 | 26,8 |
| 3          | 16 oktober 2016 | € 276.000  | 2.028.000   | 4    | 13,0 | 26,1 |
| 4          | 23 oktober 2016 | € 155.000  | 1.792.000   | 4    | 11,5 | 23,5 |
| 5          | 30 oktober 2016 | € 301.000  | 2.122.000   | 2    | 13,6 | 27,3 |
| 6          | 6 november 2016 | € 175.000  | 2.414.000   | 2    | 15,5 | 33,3 |

### Seizoen 30 (voorjaar 2017)
| Aflevering | Datum         | Geldbedrag | Kijkcijfers | Plek | kdh  | madl |
| ---------- | ------------- | ---------- | ----------- | ---- | ---- | ---- |
| 1          | 19 maart 2017 | € 275.000  | 1.833.000   | 5    | 11,7 | 23,6 |
| 2          | 26 maart 2017 | € 255.000  | 1.697.000   | 4    | 10,8 | 22,5 |
| 3          | 2 april 2017  | € 925.000  | 1.758.000   | 4    | 11,2 | 22,7 |
| 4          | 9 april 2017  | € 139.000  | 1.504.000   | 5    | 9,6  | 21   |
| 5          | 16 april 2017 | € 590.000  | 1.610.000   | 5    | 10,3 | 22,9 |

### Seizoen 31 (najaar 2017)
| Aflevering | Datum             | Geldbedrag  | Kijkcijfers | Plek | kdh  | madl |
| ---------- | ----------------- | ----------- | ----------- | ---- | ---- | ---- |
| 1          | 10 september 2017 | € 159.000   | 1.600.000   | 4    | 10,3 | 21,6 |
| 2          | 17 september 2017 | € 623.000   | 1.786.000   | 4    | 11,4 | 26,7 |
| 3          | 24 september 2017 | € 165.000   | 1.811.000   | 4    | 11,6 | 26,3 |
| 4          | 1 oktober 2017    | € 1.120.000 | 2.080.000   | 4    | 13,3 | 28,7 |
| 5          | 8 oktober 2017    | € 123.000   | 2.102.000   | 3    | 13,4 | 28,8 |

### Seizoen 32 (voorjaar 2018)
| Aflevering | Datum         | Geldbedrag | Kijkcijfers | Plek | kdh  | madl |
| ---------- | ------------- | ---------- | ----------- | ---- | ---- | ---- |
| 1          | 18 maart 2018 | € 204.000  | 2.241.000   | 3    | 14,2 | 28,6 |
| 2          | 25 maart 2018 | € 549.000  | 2.232.000   | 1    | 14,1 | 33,4 |
| 3          | 1 april 2018  | € 300.000  | 2.091.000   | 1    | 13,2 | 34,4 |
| 4          | 8 april 2018  | € 270.000  | 2.238.000   | 1    | 14,2 | 34,7 |
| 5          | 15 april 2018 | € 253.000  | 2.271.000   | 2    | 14,4 | 33,9 |

### Seizoen 33 (najaar 2018)
| Aflevering | Datum             | Geldbedrag  | Kijkcijfers | Plek | kdh  | madl |
| ---------- | ----------------- | ----------- | ----------- | ---- | ---- | ---- |
| 1          | 2 september 2018  | € 73.000    | 1.892.000   | 2    |      |      |
| 2          | 9 september 2018  | € 239.000   | 1.620.000   | 3    |      |      |
| 3          | 16 september 2018 | € 230.000   | 1.602.000   | 4    | 10,2 | 21,5 |
| 4          | 23 september 2018 | € 147.000   | 1.735.000   | 4    | 11,0 | 22,1 |
| 5          | 30 september 2018 | € 1.026.000 | 1.988.000   | 4    | 12,6 | 28,1 |

### Nieuwjaarsspecial (2019)
| Aflevering | Datum          | Geldbedrag | Kijkcijfers | Plek | kdh  | madl |
| ---------- | -------------- | ---------- | ----------- | ---- | ---- | ---- |
| 1          | 1 januari 2019 | € 517.000  | 1.606.000   | 3    | 11,2 | 22,1 |

### Seizoen 34 (voorjaar 2019)
| Aflevering | Datum         | Geldbedrag | Kijkcijfers | Plek | kdh  | madl |
| ---------- | ------------- | ---------- | ----------- | ---- | ---- | ---- |
| 1          | 3 maart 2019  | € 18.000   | 1.814.000   | 4    | 11,4 | 24,1 |
| 2          | 10 maart 2019 | € 188.000  | 2.000.000   | 4    | 12,6 | 28,6 |
| 3          | 17 maart 2019 | € 214.000  | 2.171.000   | 3    | 13,7 | 32,3 |
| 4          | 24 maart 2019 | € 29.000   | 1.492.000   | 5    | 9,4  | 20,9 |
| 5          | 31 maart 2019 | € 124.000  | 1.912.000   | 4    | 12,0 | 28,8 |

### Seizoen 35 (najaar 2019)
| Aflevering | Datum             | Geldbedrag | Kijkcijfers | Plek | kdh  | madl |
| ---------- | ----------------- | ---------- | ----------- | ---- | ---- | ---- |
| 1          | 8 september 2019  | € 444.000  | 1.525.000   | 4    | 9,6  | 21,8 |
| 2          | 15 september 2019 | € 132.000  | 1.488.000   | 3    | 9,4  | 24,5 |
| 3          | 22 september 2019 | € 100.000  | 1.435.000   | 4    | 9,0  | 24,2 |
| 4          | 29 september 2019 | € 249.000  | 1.645.000   | 3    | 10,4 | 26,1 |
| 5          | 6 oktober 2019    | € 299.000  | 1.684.000   | 3    | 10,6 | 25,7 |

### Seizoen 36 (najaar 2020)
| Aflevering   | Datum             | Geldbedrag | Kijkcijfers | Plek | kdh  | madl |
| ------------ | ----------------- | ---------- | ----------- | ---- | ---- | ---- |
| 1            | 30 augustus 2020  | € 239.000  | 1.190.000   | 4    | 7,4  | 22,0 |
| 2            | 6 september 2020  | € 86.000   | 1.252.000   | 2    | 8,2  | 21,5 |
| 3            | 13 september 2020 | € 265.000  | 1.235.000   | 4    | 7,7  | 23,5 |
| 4            | 20 september 2020 | € 333.000  | 1.380.000   | 3    | 8,6  | 23,8 |
| 5            | 27 september 2020 | € 168.000  | 1.480.000   | 5    | 9,3  | 24,2 |
| 6 (jubileum) | 4 oktober 2020    | € 355.000  | 1.657.000   | 4    | 10,4 | 26,1 |

### Seizoen 37 (voorjaar 2021)
| Aflevering | Datum         | Geldbedrag | Kijkcijfers | Plek | kdh  | madl |
| ---------- | ------------- | ---------- | ----------- | ---- | ---- | ---- |
| 1          | 7 maart 2021  | € 555.000  | 1.651.000   | 4    | 10,2 | 25,5 |
| 2          | 14 maart 2021 | € 149.000  | 1.612.000   | 4    | 10,0 | 24,3 |
| 3          | 21 maart 2021 | € 150.000  | 1.673.000   | 3    |      |      |
| 4          | 28 maart 2021 | € 347.000  | 1.788.000   | 4    |      |      |
| 5          | 4 april 2021  | € 550.000  | 1.315.000   | 4    |      |      |

### Seizoen 38 (najaar 2021)
| Aflevering | Datum             | Geldbedrag | Kijkcijfers | Plek | kdh | madl |
| ---------- | ----------------- | ---------- | ----------- | ---- | --- | ---- |
| 1          | 5 september 2021  | € 433.000  | 939.000     | 8    | 5,7 | 18,7 |
| 2          | 12 september 2021 | € 116.000  | 1.103.076   | 7    | 6,5 | 20,0 |
| 3          | 19 september 2021 | € 182.500  | 1.225.000   | 6    | 7,6 | 22,3 |
| 4          | 26 september 2021 | € 287.000  | 1.253.000   | 4    | 7,8 | 23,3 |
| 5          | 3 oktober 2021    | € 259.000  | 1.232.000   | 4    |     | 21,0 |
| 6          | 10 oktober 2021   | € 104.000  | 1.264.000   | 3    |     | 24,0 |

### Seizoen 39 (najaar 2022)
| Aflevering | Datum             | Geldbedrag | Kijkcijfers | Plek | kdh | madl |
| ---------- | ----------------- | ---------- | ----------- | ---- | --- | ---- |
| 1          | 4 september 2022  | € 211.000  | 1.120.000   | 5    | 6,9 | 26,9 |
| 2          | 11 september 2022 | € 166.000  | 1.020.000   | 3    | 7,4 | 25,3 |
| 3          | 18 september 2022 | € 488.000  | 1.389.000   | 3    | 8,6 | 26,8 |
| 4          | 25 september 2022 | € 147.000  | 1.099.000   | 5    | 6,8 | 19,8 |
| 5          | 2 oktober 2022    | € 21.000   | 1.438.000   | 3    | 8,9 | 27,0 |
| 6          | 9 oktober 2022    | € 449.000  | 1.533.000   | 3    | 9,7 | 26,8 |
| 7          | 16 oktober 2022   | € 107.000  | 1.568.000   | 3    | 9,7 | 28,1 |

### Seizoen 40 (voorjaar 2023)
| Aflevering | Datum         | Geldbedrag | Kijkcijfers | Plek | kdh | madl |
| ---------- | ------------- | ---------- | ----------- | ---- | --- | ---- |
| 1          | 5 maart 2023  | € 380.000  | 1.336.000   | 4    | 8,2 | 23,7 |
| 2          | 12 maart 2023 | € 242.000  | 1.422.000   | 3    | 8,7 | 24,2 |
| 3          | 19 maart 2023 | € 244.000  | 1.370.000   | 3    | 8,4 | 24,2 |
| 4          | 26 maart 2023 | € 325.000  | 1.536.000   | 2    | 9,4 | 27,9 |
| 5          | 2 april 2023  | € 111.000  | 1.567.000   | 3    | 9,6 | 28,3 |

### Seizoen 41 (najaar 2023)
| Aflevering | Datum             | Geldbedrag | Kijkcijfers | Plek | kdh | madl |
| ---------- | ----------------- | ---------- | ----------- | ---- | --- | ---- |
| 1          | 3 september 2023  | € 73.000   | 1.079.000   | 4    | 6,6 | 20,7 |
| 2          | 10 september 2023 | € 82.000   | 929.000     | 5    | 5,7 | 18,2 |
| 3          | 17 september 2023 | € 679.000  | 1.454.000   | 4    | 8,9 | 25,1 |
| 4          | 24 september 2023 | € 199.000  | 1.305.000   | 5    | 8,0 | 21,3 |
| 5          | 1 oktober 2023    | € 155.000  | 1.453.000   | 5    | 8,9 | 23,3 |

### Seizoen 42 (voorjaar 2024)
| Aflevering | Datum         | Geldbedrag | Kijkcijfers | Plek | kdh | madl |
| ---------- | ------------- | ---------- | ----------- | ---- | --- | ---- |
| 1          | 10 maart 2024 | € 500.000  | 1.294.000   | 5    | 7,8 | 21,2 |
| 2          | 17 maart 2024 | € 14.000   | 1.288.000   | 4    | 7,8 | 20,0 |
| 3          | 24 maart 2024 | € 149.000  | 1.520.000   | 2    | 9,2 | 29,2 |
| 4          | 31 maart 2024 | € 99.000   | 1.427.000   | 2    | 8,7 | 30,7 |
| 5          | 7 april 2024  | € 117.000  | 1.447.000   | 3    | 8,8 | 29,6 |
| 6          | 14 april 2024 | € 43.000   | 1.469.000   | 2    | 8,9 | 29,5 |

### Seizoen 43 (najaar 2024)
| Aflevering | Datum             | Geldbedrag | Kijkcijfers | Plek | kdh | madl |
| ---------- | ----------------- | ---------- | ----------- | ---- | --- | ---- |
| 1          | 29 september 2024 | € 511.000  | 1.327.000   | 4    | 8,0 | 23,7 |
| 2          | 6 oktober 2024    | € 263.000  | 1.479.000   | 2    | 9,0 | 24,8 |
| 3          | 13 oktober 2024   | € 478.000  | 1.524.000   | 2    | 9,2 | 26,1 |
| 4          | 20 oktober 2024   | € 250.000  | 1.489.000   | 2    | 9,0 | 27,9 |
| 5          | 27 oktober 2024   | € 117.000  | 1.347.000   | 5    | 8,2 | 20,7 |
| 6          | 3 november 2024   | € 44.000   | 1.524.000   | 4    | 9,2 | 23,0 |

### Nieuwjaarsspecial (2025)
| Aflevering | Datum          | Geldbedrag | Kijkcijfers | Plek | kdh | madl |
| ---------- | -------------- | ---------- | ----------- | ---- | --- | ---- |
| 1          | 1 januari 2025 | € 281.000  | 1.196.000   | 7    | 7,2 | 22,9 |

### Seizoen 44 (voorjaar 2025)
In dit seizoen kon vanwege het 25-jarig jubileum van het programma in de laatste aflevering maximaal € 10.000.000,- worden gewonnen door de uiteindelijke finalist en de thuiswinnaar. Hoewel alleen het hoogste bedrag veranderde, waren de biedingen van de bank wel hoger omdat die vaak gebaseerd zijn op de kans op het winnen van het hoogste bedrag. In desbetreffende aflevering bleef dit hoge bedrag enkele rondes in het spel, waardoor het bod opliep tot 750.000 euro. Uiteindelijk ging de kandidaat naar huis met 61.000 euro.
Er waren nog enkele andere wijzigingen ter ere van het jubileum. De verliezer van een eventuele rekensom vlak voor de finale ging niet met lege handen naar huis, maar kreeg € 2.500,- als troostprijs. Ook werd iedere aflevering € 25.000,- aan extra prijzen uitgereikt en was de koffer met 500 euro voor een heel vak, vervangen door een met 1000 euro voor het hele vak.
In de aflevering van 13 april kon in het belspel tweemaal 25.000 euro in plaats van tweemaal 10.000 euro gewonnen worden. De speler die gemiddeld gezien de vijf vragen in de eerste ronde het beste beantwoordde, kreeg 25.000 euro. Mensen thuis konden voorspellen in welke koffer de 10 miljoen euro zat. Onder de goede inzendingen van dit "raad de koffer"-spel werd iemand getrokken die 25.000 euro won. Ook werd nog een half miljoen verdeeld in een winnende postcode.
| Aflevering | Datum         | Geldbedrag | Kijkcijfers | Plek | kdh | madl |
| ---------- | ------------- | ---------- | ----------- | ---- | --- | ---- |
| 1          | 9 maart 2025  | € 475.000  | 1.390.000   | 5    | 8,4 | 24,7 |
| 2          | 16 maart 2025 | € 165.000  | 1.529.000   | 4    | 9,2 | 25,8 |
| 3          | 23 maart 2025 | € 188.000  | 1.316.000   | 4    | 7,9 | 21,4 |
| 4          | 30 maart 2025 | € 135.000  | 1.338.000   | 5    | 8,0 | 23,4 |
| 5          | 6 april 2025  | € 99.000   | 1.369.000   | 4    | 8,2 | 25,1 |
| 6          | 13 april 2025 | € 61.000   | 1.564.000   | 3    | 9,4 | 29,4 |

## Bijzonderheden
- Het laagste bedrag wat is gewonnen in de finale was op 1 januari 2005 toen een man uit Venlo doorspeelde tot het einde waarbij bleek dat er € 10 in zijn koffer zat.[9]
- In een speciale aflevering van Miljoenenjacht, die op 2 september 2001 werd uitgezonden, kregen de twee finalekandidaten een aantal vragen gesteld, waarmee maximaal 10 miljoen gulden (€ 4.537.802) te winnen was. In deze special is de hoofdprijs gewonnen, dit was door Arno Woesthoff. In de daaraan voorafgaande editie van Miljoenenjacht won hij ook al 1 miljoen gulden (€ 453.780). Hij is daarmee Nederlands recordhouder in quizwinsten. Later is hij gebruikt in commercials van de loterij als onderdeel van de campagne Klein Geluk, waarin mensen vertellen wat ze met hun gewonnen prijs hebben gedaan. Woesthoff heeft zijn onderneming in wijnevenementen (proeverijen, presentaties etc.) verder uitgebouwd.
- In de afleveringen van 23 december 2007 en 10 april 2016 kwamen niet 26 'koffergirls' naar beneden, maar 26 'kofferhunks'.
- In de uitzending van 21 november 2010 belde Winston Gerschtanowitz per ongeluk aan bij de verkeerde prijswinnaar. Een week later in de uitzending van 28 november 2010 werd de terechte winnaar bekendgemaakt, de verkeerde winnaar kreeg alsnog het bedrag van 460.000 euro uitgekeerd.[10]
- In de uitzending van 3 november 2013 sloeg Arrold van den Hurk tijdens de keuze om te dealen (stoppen, met een prijs van € 125.000) of door te spelen per ongeluk op de dealknop. Hij wilde graag doorspelen, maar de notaris besliste dat dit niet mocht. In de koffer bleek achteraf de hoofdprijs van 5 miljoen te zitten. Op initiatief van advocaat Peter Plasman schakelde Van den Hurk hem op een soort no-cure-no-paybasis in om de misgelopen € 4.875.000 op te eisen. Plasman vond dat de normale regels voor het aanvaarden van een overeenkomst moesten gelden;[11] de Postcodeloterij stelde dat het beslissen en handelen onder grote spanning onderdeel is van het spel.[12][13] Gezien het systeem dat een thuiswinnaar hetzelfde bedrag wint als de studiokandidaat zou deze volgens Plasman ook recht hebben op € 4.875.000 extra. Desgevraagd zei deze winnaar tegen een journalist dat hij zich distantieerde van de eis. Er volgden hoorzittingen over de kwestie.[14] In september 2017 werd Van den Hurk in het ongelijk gesteld door de rechter.[15] Het gerechtshof bevestigde deze uitspraak in het hoger beroep.[16]
- Winston Gerschtanowitz presenteerde in 2013 één aflevering ter vervanging van Linda de Mol, dit in verband met de uitvaart van De Mol haar vader.[17] Als gevolg hiervan kon hij niet naar de thuiswinnaar van deze aflevering gaan. Dat deed Martijn Krabbé daarom.
- In de uitzending van 10 april 2016 trok kandidaat Folkert feilloos alle hoge bedragen eruit, van € 5.000.000 tot € 100.000, kortom bijna de hele rechterkolom. Dit is het slechtst denkbare scenario in de finale van Miljoenenjacht. Hij ging uiteindelijk met € 9000 naar huis. Hetzelfde gebeurde in de aflevering van 2 oktober 2022. Wouter Eijkholt speelde in die aflevering eveneens feilloos alle hoge bedragen weg en ging uiteindelijk met slechts € 21.000 naar huis.
- In de aflevering van 1 oktober 2017 vroeg de finalist zijn vriendin ten huwelijk tijdens de finale.
- In de aflevering van 16 september 2018 kreeg iemand uit het publiek die plaatsnam achter de desk alsnog de prijs die zij weggaf. Dit gebeurde ook in de Nieuwjaarsuitzending van 1 januari 2019 en in de aflevering van 14 maart 2021. De kans dat iemand de prijs krijgt na het kiezen voor de desk, is klein.
- In de aflevering van 12 september 2021 drukte Gayle Powell tijdens de halve finale te laat. Ze kreeg desondanks wel de € 38.000 omdat ze toevallig getrokken werd door de notaris en ze loste vervolgens ook nog de som correct op, waardoor ze naar de finale ging en daar € 116.000 won.
- In de aflevering van 10 oktober 2021 werd er geen thuiswinnaar bezocht vanwege omstandigheden. Met hoge uitzondering mocht de deelnemer met de bel nog een extra ronde doorspelen.
- In de aflevering van 25 september 2022 kon kandidaat Carla de tweede ronde niet zelf spelen omdat ze in een rolstoel zat. Ze kon zich daardoor niet verplaatsen van de ene naar de andere desk. Daarom nam een assistent van De Mol dit van haar over.
- In de aflevering van 16 oktober 2022 reisde Winston Gerschtanowitz naar Texel. De familie Sytsma, die daar in een afgelegen boerderijtje woonde, won als thuiswinnaar € 107.000. Dit bedrag werd verdubbeld omdat de familie met nog twee loten de enige in die postcode was die meespeelde (het gewonnen bedrag wordt ook onder de andere loten met dezelfde winnende postcode verdeeld).
- De aflevering van 10 maart 2024 bevatte een unicum: de finalist in de studio accepteerde een bod van de bank dat precies even hoog was als het bedrag in zijn koffer, namelijk € 500.000. Daarna stond Gerschtanowitz bij de thuiswinnaar voor een dichte deur, het was volgens hem de eerste keer dat dit gebeurde.[18] De volgende dag kwam hij daar in RTL Boulevard weer op terug, het was één keer eerder gebeurd. Ook in de aflevering van 30 maart 2025 was de thuiswinnaar niet thuis en stond Gerschtanowitz voor een dichte deur. Hij belde daarom aan bij de buurvrouw die alles voor hem in ontvangst nam.[19]
- In de aflevering van 24 maart 2024 waren de bewoners wel thuis maar wilden niet in beeld. Dit was de eerste keer dat Gerschtanowitz de prijs aan de deur uitreikte.
- Op Radio 538 wordt sinds het voorjaar van 2024 tijdens elk seizoen van Miljoenenjacht de "538 Stemmenjacht" gespeeld. Net als in Miljoenenjacht zijn er tijdens dit spel 26 koffers met geldbedragen. Bij elke koffer hoort een stem die geraden moet worden om het betreffende bedrag te winnen. Luisteraars kunnen zich voor het spel aanmelden via de site en de app van Radio 538. Gedurende de uitzendperiode van Miljoenenjacht wordt elk uur een luisteraar gebeld die een koffer mag kiezen en mag proberen de bijbehorende stem te raden. Als dat lukt, wint hij/zij het bedrag uit de koffer en verdwijnt deze uit het spel. Bij een fout antwoord gaat de koffer weer dicht en kan een andere luisteraar deze kiezen en proberen de stem te raden.
- In de aflevering van 6 oktober 2024 had de finalekandidaat in de tweede ronde geen enkele vraag hoeven beantwoorden. Ook was er verwarring tijdens het finalespel. Er werd gedacht dat hij een deal wilde sluiten, zodat confetti al naar beneden viel, maar hij deed het kastje dicht en wilde nog een ronde verder spelen.[20]
- In de aflevering van 16 maart 2025 won een kandidaat een reis naar Costa Rica inclusief zakgeld nadat hij willekeurig werd uitgekozen, maar kon deze reis niet maken, omdat hij terminaal ziek was en niet lang genoeg meer zou leven. Na overleg achter de schermen kreeg hij aan het eind van de uitzending als alternatief voor de reis een geldbedrag uitgekeerd.[21][22]